# Dicranum richardsoni
Dicranum richardsoni là một loài rêu trong họ Dicranaceae. Loài này được Drumm. mô tả khoa học đầu tiên năm 1828.